# Gabriela Duarte
Gabriela Duarte Franco (Campinas, 15 de abril de 1974) é uma atriz brasileira.

## Biografia
É filha da atriz Regina Duarte e do administrador de empresas Marcos Flávio Cunha Franco.
Sua primeira experiência artística foi no cinema: duas pequenas participações nos filmes O Cangaceiro Trapalhão e O Trapalhão na Arca de Noé, ambos de 1983. No cinema, também esteve no filme O Vestido, que lhe rendeu o prêmio de Melhor Atriz no Festival de Cinema Ibero-Americano de Huelva.
Estreou como atriz na TV Bandeirantes em 1989, na minissérie Colônia Cecília, interpretando Bianca Rivas. Depois participou do grande sucesso dos anos 1980, Top Model,  sua primeira telenovela. Na trama, Gabriela era Olívia, filha de Gaspar Kundera, personagem de Nuno Leal Maia. Após algumas participações, como em Rainha da Sucata e Retrato de Mulher, integrou o elenco do remake de Irmãos Coragem, em 1995, no qual interpretou um personagem equivalente ao de sua mãe Regina Duarte, na primeira versão, Rita de Cássia (Ritinha). Um ano depois, participou de dois episódios da série A Vida Como Ela É, baseada na obra de Nelson Rodrigues.
Em 1997, ganhou ampla visibilidade na telenovela Por Amor, onde interpretou a mimada Maria Eduarda, personagem que gerou controvérsia e polêmica. Algumas atitudes da personagem na trama, consideradas por muitos telespectadores como infantis e egoístas acabaram gerando uma rejeição do público, tendo sido inclusive criado um site pioneiro na recém-implantada internet, no espírito "Eu odeio a Eduarda". O desempenho da atriz, no entanto, foi bastante sensível e maduro, o que acabou fazendo com que a personagem ganhasse respeito do público em determinada fase da trama, sendo uma das personagens mais marcantes da sua carreira. Na minissérie Chiquinha Gonzaga, em 1999, interpretou a compositora quando jovem e sua mãe, Regina Duarte, representou a mesma personagem na maturidade, sendo ambas elogiadas pelo desempenho. A minissérie foi um sucesso de audiência naquele ano. 
Após um breve hiato em sua carreira, constando somente participações em séries, em 2002 participa da novela Esperança como a prostituta Justine. Em 2003, faz uma participação especial no sucesso Kubanacan, como a sensual cantora Veruska Verón, atuando ao lado de Marcos Pasquim e Adriana Esteves.
Em 2005 retorna à TV em América no papel de Simone Villa Nova, uma veterinária que se envolve com o protagonista da trama, Tião, vivido por Murilo Benício. Gabriela terminou a novela como uma das protagonistas da história de Glória Perez. Em 2007, atua em Sete Pecados com a personagem Miriam, uma diretora de escola pública  que luta contra os preconceitos raciais e sociais e crê na melhoria do ensino público. Em 2008, a atriz faz uma participação no seriado Casos e Acasos (Globo). No ano seguinte, participa da microssérie Acampamento de Férias, com Renato Aragão, exibida pela Rede Globo.
Depois de três anos de pequenas participações em seriados, volta às novelas em Passione, no papel de Jéssica, uma "nova rica" mimada, ciumenta e ninfomaníaca. Considerada pela atriz um "divisor de águas" em sua carreira, tal personagem recebeu reconhecimento da crítica e do público, onde também, segundo a atriz, deixa o estigma da sua personagem em Por Amor e deixa de ser comparada com a mãe Regina. Em 2010, esteve na peça teatral Ninguém Ama Ninguém... Por Mais De Dois Anos como Elvira. Em 2011, participou de um novo quadro do Fantástico, feito para o Dia dos Pais, chamado É Pai, É Pedra, interpretando Mônica, em 4 episódios. Em 2013, retorna ao cinema com a comédia Mato sem Cachorro e faz uma participação especial na novela Amor à Vida de Walcyr Carrasco, como Luana.
Em 2016, participou da primeira fase da novela A Lei do Amor, interpretando a misteriosa Suzana quando jovem. Sua mãe, Regina, representou a mesma personagem na segunda fase da trama. Em 2018, Gabriela é escalada para o elenco da novela Orgulho e Paixão. Na trama, a atriz interpreta a vilã Julieta Bittencourt, que é conhecida como a Rainha do Café.

## Vida pessoal
Gabriela foi casada com o fotógrafo Jairo Goldflus, de quem se separou em janeiro de 2022. Da união, a atriz possui 2 filhos: Manuela, nascida em 18 de agosto de 2006, e Frederico, nascido em 17 de dezembro de 2011.
A atriz participa regularmente de causas sociais e humanitárias, como para a doação de agasalhos, na luta contra o câncer animal, e na doação de sangue.
Em outubro de 2023, Gabriela anunciou através das redes sociais, seu namoro com o atleta e empresário Fernando Frewka.

## Filmografia

### Televisão
| Ano  | Título                | Personagem                           | Notas                                       |
| ---- | --------------------- | ------------------------------------ | ------------------------------------------- |
| 1989 | Colônia Cecília       | Bianca Rivas                         |                                             |
| 1989 | Top Model             | Olívia Kundera                       |                                             |
| 1990 | Delegacia de Mulheres | Fátima                               | Episódio: "Nossa Senhora dos Oprimidos"     |
| 1993 | Retrato de Mulher     | Daniela                              | Episódio: "Judith"                          |
| 1995 | Irmãos Coragem        | Rita de Cássia Maciel                |                                             |
| 1996 | A Vida como Ela é...  | Filha de Aderbal e Clara             | Episódio: "O Decote"                        |
| 1996 | A Vida como Ela é...  | Alicinha                             | Episódio: "O Anjo"                          |
| 1997 | Por Amor              | Maria Eduarda Viana Greco            |                                             |
| 1999 | Chiquinha Gonzaga     | Chiquinha Gonzaga                    |                                             |
| 1999 | Você Decide           | Luiza                                | Episódio: "Marido Ciumento"                 |
| 2002 | Brava Gente           | Gisela                               | Episódio: "A Hora Errada"                   |
| 2002 | Esperança             | Justine                              |                                             |
| 2003 | Kubanacan             | Veruska Verón                        | Episódios: "22–25 de outubro"               |
| 2004 | Sob Nova Direção      | Mari                                 | Episódio: "Simpatia é Quase Horror"         |
| 2005 | América               | Simone Villa Nova                    |                                             |
| 2007 | Sete Pecados          | Miriam Souza Quirino                 |                                             |
| 2008 | Dicas de um Sedutor   | Maria                                | Episódio: "Quem Perde, Ganha!"              |
| 2008 | Casos e Acasos        | Carol                                | Episódio: "O Ex, a Promoção e o Vizinho"    |
| 2008 | Casos e Acasos        | Karla                                | Episódio: "A Aliança, a Queixa e a Revista" |
| 2009 | A Turma do Didi       | Ela mesma                            | Episódio: "28 de junho"                     |
| 2009 | Acampamento de Férias | Júlia                                | Temporada 1                                 |
| 2010 | Passione              | Jéssica da Silva Rondelli            |                                             |
| 2011 | É Pai, É Pedra        | Mônica                               |                                             |
| 2013 | Amor à Vida           | Luana Sousa Araújo                   | Episódio: "20 de maio"                      |
| 2013 | Junto & Misturado     | Várias personagens                   | Temporada 2                                 |
| 2014 | Amor Veríssimo        | Várias personagens                   |                                             |
| 2016 | A Lei do Amor         | Suzana Rivera (jovem)                | Episódios: "4–7 de outubro"                 |
| 2018 | Orgulho e Paixão      | Julieta Bittencourt (Rainha do Café) |                                             |
| 2024 | Tributo               | Ela mesma                            | Episódio: "Manoel Carlos"                   |

### Cinema
| Ano  | Título                                       | Personagem             | Notas          |
| ---- | -------------------------------------------- | ---------------------- | -------------- |
| 1983 | O Cangaceiro Trapalhão                       | Menina de Águas Lindas | Não creditada  |
| 1983 | O Trapalhão na Arca de Noé                   | Amiga de Zeca          | Não creditada  |
| 2000 | Oriundi                                      | Patty                  |                |
| 2001 | Pedro Pintor em Auto Retrato                 | —                      | Curta-metragem |
| 2003 | O Vestido                                    | Bárbara                |                |
| 2006 | O Caso Morel                                 | Joana                  |                |
| 2013 | Mato sem Cachorro                            | Mariana                |                |
| 2015 | Ninguém Ama Ninguém... Por Mais de Dois Anos | Elvira                 |                |

## Teatro
| Ano     | Título                             | Personagem   |
| ------- | ---------------------------------- | ------------ |
| 1991    | Namoro – No Escurinho do Teatro... | Simone       |
| 1994–95 | Confissões de Adolescente          | Diana Araújo |
| 1999–01 | Honra                              | Sofia        |
| 2003    | Pedro e Vanda                      | Vanda        |
| 2004    | Os Direitos da Criança             | Gabriela Lee |
| 2006    | As Mulheres da Minha Vida          | Júlia        |
| 2012–13 | A Garota do Adeus                  | Paula        |
| 2014–15 | Através de um Espelho              | Karin        |
| 2019    | Perfume de Mulher                  | Sara         |
| 2025    | O Papel de Parede Amarelo e Eu     |              |

## Prêmios e indicações
| Ano  | Prêmio                                       | Categoria                          | Indicação              | Resultado | Ref.   |
| ---- | -------------------------------------------- | ---------------------------------- | ---------------------- | --------- | ------ |
| 1998 | Prêmio Contigo! de TV                        | Melhor Atriz Coadjuvante           | Por Amor               | Indicada  |        |
| 2003 | Festival de Cinema Ibero-Americano de Huelva | Melhor Atriz                       | O Vestido              | Venceu    |        |
| 2004 | Prêmio Coca-Cola FEMSA de Teatro Infantil    | Melhor Atriz                       | Os Direitos da Criança | Indicada  | [ 50 ] |
| 2010 | Prêmio Extra de Televisão                    | Melhor Atriz Coadjuvante           | Passione               | Indicada  | [ 51 ] |
| 2010 | Melhores do Ano                              | Melhor Atriz Coadjuvante           | Passione               | Indicada  | [ 52 ] |
| 2010 | Prêmio Qualidade Brasil                      | Melhor Atriz Coadjuvante           | Passione               | Venceu    | [ 53 ] |
| 2011 | Prêmio Contigo! de TV                        | Melhor Atriz Coadjuvante           | Passione               | Venceu    | [ 54 ] |
| 2014 | Prêmio Arte Qualidade Brasil                 | Melhor Atriz de Drama              | Através de Um Espelho  | Venceu    | [ 55 ] |
| 2015 | Prêmio Cenym de Teatro                       | Melhor Atriz                       | Através de Um Espelho  | Venceu    | [ 56 ] |
| 2018 | Prêmio Extra de Televisão                    | Melhor Atriz Coadjuvante           | Orgulho e Paixão       | Indicada  | [ 57 ] |
| 2018 | Prêmio The Brazilian Critic                  | Melhor Atriz Coadjuvante em Novela | Orgulho e Paixão       | Venceu    |        |